# Любовные песни в клубе Лолиты (фильм)
«Любовные песни в клубе Лолиты» (исп. Canciones de amor en Lolita's Club) — испанский драматический фильм 2007 года, снятый по роману Хуана Марсе.

## Сюжет
История о двух братьях-близнецах и проститутке.
Рауль Фуэнтес — хладнокровный полицейский. Умственно отсталый Валентин — полная противоположность брата: милый, мягкий, ранимый. Милена — проститутка из «Клуба Лолиты», иммигрантка из Колумбии, которая оставила свою дочь на попечении матери и работает, чтобы обеспечить им лучшую жизнь, часто присылая деньги. Также она является любовным интересом Валентина.

Милена и Валентин

После избиения сына местного торговца наркотиками Рауль отправлен в неоплачиваемый отпуск. Масуэра, стукач из банды наркомафии, сообщает ему, что члены наркоклана ищут предателя, чтобы убить. Масуэра заключает с Раулем сделку. Он предоставит ему документы, доказывающие причастность семьи Тристан к торговле наркотиками и вербовке девушек для занятия проституцией, если Рауль согласится раскрыть эту историю только после того, как Масуэра покинет страну. Полицейский решает отложить это дело и едет из Виго в Аликанте, где проживает его семья, с которой он не виделся два года.
Хосе, отец, не в восторге от этой встречи. Их отношения обострились из-за того, что Ольга, молодая жена Хосе, изначально была девушкой Рауля. Последнего не волнует никто, за исключением брата.
Узнав о том, что Валентин работает мальчиком на побегушках в борделе, а также влюблён проститутку, полицейский едет в «Клуб Лолиты», где угрожает Милене.
Брата-инвалида преследуют галлюцинации: ему кажется, Ольга изменяет Хосе с его сыном, и страшится точно так же потерять свою любимую.
Тем временем Рауль вынашивает план: переспать с Миленой и быть пойманным Валентином. Последний, застав их вместе, выбегает из клуба и садится в машину брата, воображая, что уезжает. В этот момент подъезжают двое киллеров, подосланных мафией, и, приняв Валентина за его близнеца, стреляют в него.
После похорон брата уже бывший полицейский Рауль угрозами требует у Тристана паспорт Милены и свободу для неё. В «Клубе Лолиты», Фуэнтес возвращает девушке её документы с билетом на самолёт, чтобы она смогла вернуться назад к себе на родину. Проститутка забирает свой паспорт, однако желает остаться и продолжать зарабатывать деньги для дочери. Тогда он предлагает ей быть с ним и представлять на его месте своего погибшего возлюбленного, но она отказывается.

Милена и Рауль

В финальной сцене Рауль всё равно приходит к Милене, как это делал раньше Валентин. Они обнимаются, лёжа на кровати.

## В ролях
| Актёр           | Роль           |
| --------------- | -------------- |
| Эдуардо Норьега | Рауль/Валентин |
| Флора Мартинез  | Милена         |
| Белен Фабра     | Ольга          |
| Эктор Коломе    | Хосе           |

## Музыка
| № | Оригинальное название | Исполнитель(ница)            |
| - | --------------------- | ---------------------------- |
| 1 | Obsesión              | Aventura                     |
| 2 | Lipstick              | Sol Abad and Adriana Vaquero |
| 3 | La reina del trastero | Пако Ортега                  |
| 4 | Amor sin palabras     | Drack                        |
| 5 | Bachata de los celos  | Пако Ортега                  |
| 6 | Tu amor es light      | Пако Ортега                  |
| 7 | Bolero para Luisa     | Пако Ортега                  |
| 8 | Casamañana            | Antonio Da Costa Pellicoro   |
| 9 | Ci prende             | Antonio Da Costa Pellicoro.  |

## Отличие концовки книги от финала фильма

Обложка книги

История исходника заканчивается тем, что сутенёр по имени Фредди Гомес забирает Милену и ещё одну проститутку в другой бордель. Никто не знает, где это. Рауль клянётся искать бывшую возлюбленную брата, пока не найдёт её. В экранизации Милена добровольно продолжает заниматься своим ремеслом, а Рауль перенимает личность покойного брата.

## Критика
На сайте FilmAffinity фильм получил негативные отзывы от кинокритиков и зрителей. На сайте Fotogramas картине дали оценку 3/5. Киноленту также раскритиковали на сайтах El Blog de Cine Español и Fandigital.